# کوتیوو
کوتیــِوو (به کرواتی: Kutjevo) شهری در شهرستان پوژگا-اسلاونیا کشور کرواسی است که جمعیت آن در سال ۲۰۱۱ میلادی ۶٬۳۹۹ نفر بوده‌است.